# روث مونتجومري
روث مونتجومري (بالإنجليزية: Ruth Montgomery)‏ هي صحفية أمريكية، ولدت في 11 يونيو 1912، وتوفيت في 10 يونيو 2001.

## وصلات خارجية
- روث مونتجومري على موقع مونزينجر (الألمانية)